# Jardim Salaco
Jardim Salaco é um bairro de Teresópolis, cidade localizada no interior do estado do Rio de Janeiro.
É subdividido em três partes: o próprio Jardim Salaco, parte alta do bairro onde se localizam casas e sítios de alto padrão, o Salaco, que possui habitações mais simples, e o Salaquinho, parte do bairro próxima ao rio Paquequer.[carece de fontes?]

## História
Seu nome tem origem na Companhia de Cerâmica Salaco, responsável pelo loteamento que povoou a região.[carece de fontes?]
No bairro, existe a Escola Municipal Estado de Israel, doada ao município por judeus residentes na região.[carece de fontes?]

## Demografia
De acordo com o Instituto Brasileiro de Geografia e Estatística (IBGE), sua população no ano de 2010 era de 1 382 habitantes, sendo 689 mulheres (49.9%) e 693 homens (50.1%), possuindo um total de 442 domicílios.